# Leopold Christian af Slesvig-Holsten-Sønderborg-Franzhagen
Leopold Christian af Slesvig-Holsten-Sønderborg-Franzhagen  (25. august 1678 - 13. juli 1707) var en sønderjysk fyrstelig, der var titulær hertug af Slesvig-Holsten-Sønderborg-Franzhagen fra 1702 til 1707.

## Biografi
Leopold Christian blev født den 25. august 1678 i Franzhagen som ældste søn og arving til sin far Christian Adolf af Slesvig-Holsten-Sønderborg i hans ægteskab med Eleonore Charlotte af Sachsen-Lauenburg. Han gjorde tjeneste i den danske hær, hvor kongen af Danmark overlod ham et kavalleriregiment, hvor han blev oberst. Han døde af kopper den 13. juli 1707 i Hamburg.

### Ægteskab og børn
Han indgik et morganatisk ægteskab med Anna Sophie Segelke, hvori der blev født tre børn, der ikke blev opfattet som dynastiske. Det var derfor hans lillebror Ludvig Karl, der efterfulgte ham.
- Christian Ludvig (født i 1704 - ? )
- Leopold Karl (ca. 1705 - død ca. 1737 ?)
- Christian Adolf (født i Franzhagen i november 1706 - død i 1711)

## Eksterne links
- Hans den Yngres efterkommere